# Mysoria
Mysoria este un gen de fluturi din familia Hesperiidae. 

## Specii
- Mysoria affinis (Herrich-Schäffer, 1869) Mexic
- Mysoria amra (Hewitson, 1871) Mexic și Brazilia
- Mysoria barcastus (Sepp, [1851]) Mexic, Costa Rica, Honduras, Columbia, Venezuela, Trinidad și Tobago, Bolivia, Paraguay, Argentina, Brazilia, Surinam, Guyana